# Mitologia ormiańska
Mitologia ormiańska – mitologia mieszkańców starożytnej Armenii oraz samych Ormian z okresu sprzed przyjęcia chrześcijaństwa w 301 roku.
Mitologia ta wywodzi się z wierzeń i tradycji ludów zamieszkujących tereny starożytnego państwa Urartu i późniejszego Królestwa Armenii. W czasie swojego istnienia była pod oddziaływaniem państw sąsiednich. Czerpała więc elementy z mitologii asyryjskiej oraz z Zaratusztrianizmu, a także z greckiej, oraz wierzeń ludów semickich. Do dziś zachowały się nieliczne źródła przedstawiające mity i wierzenia dawnych Ormian. Jedynym źródłem, które je zawiera, jest „Historia Armenii”, wydana przez mnicha Mojżesza z Chorenu.

## Bogowie i postacie mitologiczne

### Bogowie i boginie
- Amanor – bóg ormiańskiego nowego roku oraz pan urodzaju w nowym roku. Składano mu honory pod koniec lipca (zwanym jak Navasard). Kult odprawiano głównie w Bagavan.
- Anahit (Անահիտ) – bogini płodności, piękna i wody, a w początkowym okresie bogini wojny. Wzorowana na greckiej Afrodycie. Do I wieku p.n.e. była oprócz Mitry głównym bóstwem w Armenii. Kult oddawano jej w miastach Eriza, Armavir (dawna stolica Armenii), Artaszat i Asztiszat.
- Aralez (Արալեզ) – jedno z najstarszych bóstw ormiańskiego panteonu. Miał postać psa, który ulegał wskrzeszaniu poprzez wylizywanie do czysta ran.
- Aramazd (Արամազդ) – ojciec wszystkich bogów i bogiń, twórca nieba i ziemi. Był źródłem ziemskiej urodzajności. Święto ku jego czci nazywano Am'nor lub Nowym Rokiem, który według starożytnego ormiańskiego kalendarza przypadał 21 marca. Aramazd wywodzi się z wierzeń ludów tubylczych i inspiracjami perskim Ahura Mazdą.
- Astghik (Աստղիկ) – bogini miłości, piękna i wody. Jej odpowiednikiem były grecka Afrodyta i mezopotamska Isztar. Symbolem bogini był dymnik. Według mitologii była żoną lub kochanką Vahagna. Poświęcony jej był festiwal Vartavar, podczas którego ludzie oblewali się wodą. Odbywał się w czerwcu i przetrwał do dzisiejszych czasów.
- Barsamin (Բարշամին) – bóg pogody bądź nieba. Pochodzenie wysnuto z wpływów semickiego Baala.
- Mihr – bóg słońca i niebiańskiego światła. Był synem Aramazda oraz bratem Anahit i Nane. Najbardziej znanym miejscem kultu była świątynia w Garni, ponadto oddawano mu cześć w Bagaharich. Powiązywano go z greckim Hefajstosem.
- Nane – bogini wojny. Córka Aramazda. Jej kult był nierozerwanie powiązany z kultem Anahit. Świątynia jej poświęcona znajdowała się w regionie Ekegyac. Wywierała przemożny wpływ na praktyki spirytualistyczne w starożytnej Armenii.
- Nuneh – bogini mądrości, zdrowego rozsądku, macierzyństwa. Chroniła domostwa i była uważana za opiekunkę rodziny. Utożsamiana z grecką Ateną.
- Spandaramet – bóg królestwa umarłych, podziemi i piekła. Utożsamiany z Hadesem.
- Tir (Տիր) – bóg literatury, nauki i sztuki. Interpretował sny. Odpowiadał greckiemu Apollo. Miał świątynie nieopodal Artaszat.
- Tork Angegh – bóg siły, waleczności, wojny i żołnierzy.
- Tsovinar – bogini wody, deszczu i morza. Była ognistą istotą, która zmuszała deszcz i grad, by opadały z niebios.
- Vahagn (Վահագն) – bóg męstwa, piorunów, chmur i ognia; uważany również Słońca (gdzie w tym wypadku był konkurentem pochodzących z obcych wierzeń Baalem i perskim Mitrą). Przez pewien czas jego kult współtworzył "triadę" z Aramazdem i Anahit. Identyfikowano go z greckim Heraklesem. Miało swoje odzwierciedlenie w wystawieniu przez kapłanów posągu greckiego herosa w świątyni w Vahevanian. Z czasem otrzymał właśnie miano Vahagn. Na jego cześć stworzono pieśń (odśpiewywano ją przy akompaniamencie liry), która była w użyciu nawet po chrystianizacji Armenii. Obecnie w Erywaniu stoi jego pomnik.
- Vanatur (Վանատուր) – bóg gościnności i łaskawych gospodarzy.

### Postacie mitologiczne
- Ara Geghecik (Արա Գեղեցիկ) – pierwszy władca Armenii, którego istnienie zostało potwierdzone również przez historyków. Syn Arama. Do legend trafił za sprawą odrzucenia zalotów Semiramidy, królowej Asyrii. W odwecie wojska jej kraju najechały ojczyznę Ary, który poniósł śmierć w trakcie walk.
- Aram (Արամ) – prawnuk Hajka. Będąc niezadowolonym z ataku sąsiednich krajów, zebrał armię 50.000 łuczników, którzy potrafili równie dobrze walczyć jako włócznicy. Stoczyła ona bitwę z medyjską armią pod dowództwem Nyuqar Madesa, który wcześniej spustoszył kilka ormiańskich osad. Po klęsce Medów, sam Nyuqar Mades został pojmany i osadzony w Armawir, gdzie niebawem wbito go na pal. W międzyczasie władca asyryjski Ninus, szukał pomsty za śmierć Bela z ręki Hajka. Gdy ujrzał zwycięskie kampanie wojenne Arama, odstąpił od zamiaru odwetu i nadał mu rangę drugiego po sobie. Gdy Aram zwyciężył wszystkich wrogów Armenii, jego królestwo przeszło w ręce jego syna - Ary Pięknego.
- Hajk (Հայկ) – legendarny patriarcha i twórca narodu ormiańskiego. Od jego imienia wywodzi się dzisiejsza nazwa Armenii (Hajastan). Według mitów pokonał wojska babilońskie 11 sierpnia 2492 r.p.n.e. (data określona przez mnicha Mechitarystów Mikajela Czamcziana) w bitwie pod Diucaznamart. Miał to uczynić dzięki wystrzelonej z łuku strzale, która zabiła Bela. Bel, jako również legendarna postać, był gigantem, który ogłosił się panem wszystkich pozostałych gigantów oraz bogiem wszystkiego. Dowodził on najeźdźczymi wojskami babilońskimi. Jego śmierć z ręki Hajka wywołała chaos w szeregach Babilończyków. Wzgórze, które było świadkiem tych zdarzeń, nazwano Gerezmank a w stolicy współczesnej Armenii, Erywanie, odsłonięto statuę poświęconą Hajkowi.